# C與C海灘 (印地安納州)
C和C海灘（英語：C and C Beach）是位於美國印地安納州卡洛爾縣的一個非建制地區。該地的面積和人口皆未知。

## 地理
C和C海灘的座標為40°42′12″N 86°45′23″W / 40.70333°N 86.75639°W，而該地的平均海拔高度為189米（即620英尺）。